# Черноуста двупера риба
Черноустите двупери риби (Synagrops japonicus) са вид актиноптери от семейство Двупери риби (Acropomatidae).
Те са незастрашен вид.
Таксонът е описан за пръв път от Лудвиг Дьодерлайн през 1883 година.